# Karl-Otto Apel
Karl-Otto Apel (Düsseldorf, 15 marzo 1922 – Niedernhausen, 15 maggio 2017) è stato un filosofo tedesco.

## Biografia
Nasce a Düsseldorf il 15 marzo 1922. Quasi diciottenne, allo scoppio della seconda guerra mondiale presta servizio militare volontario per tutta la durata del conflitto. Dopo la seconda guerra mondiale si iscrive all'Università di Bonn in cui prende il dottorato nel 1949. Nel 1962 diviene professore ordinario all'Università di Kiel; dal 1969 al 1972 esercita la docenza universitaria a Saarbrücken, finché si trasferisce definitivamente a Francoforte all'università cittadina "Goethe".
Professore emerito dal 1990 all'Università di Francoforte sul Meno, amico e collega di Jürgen Habermas, ha proposto nei suoi numerosi scritti una nuova "etica della comunicazione". 
Il 19 ottobre 2015 l'Università della Calabria gli conferisce la laurea honoris causa in Scienze della Formazione Primaria.

## Pensiero

### Formazione giovanile
Dai primi studi risulta subito l'attenzione del filosofo verso la linguistica e le filosofie del linguaggio, entro una formazione che risente molto dei riferimenti dell'esistenzialismo e del kantismo. Le prime indagini sono volte a delineare la tradizione retorica italiana nel Rinascimento. Del 1955 è l'opera Il linguaggio in Nicola Cusano, del 1963 invece L'idea di lingua nella tradizione dell'umanesimo da Dante a Vico.

### Falsificazionismo e aristotelismo
La formazione giovanile e i risultati dei primi studi attorno alla retorica e alle concezioni filosofiche del linguaggio dell'umanesimo trovano sviluppo e maturità nella polemica che Apel apre contro il falsificazionista Hans Albert. È da un punto di vista popperiano che Apel prende spunto per costruire il nucleo della sua speculazione volta a riabilitare la ricerca e lo studio sistematico di una fondazione ultima (Letztbegründung) contro le tesi fondamentali di Popper. Hans Albert, nel volume Per un razionalismo critico, elaborava il pensiero di Popper nel celebre trilemma di Münchhausen, secondo cui ogni ricerca di un fondamento primo della conoscenza è un'inchiesta fallimentare e dogmatica, che non può non degenerare nel regressus in infinitum o nello scontro irrisolto con quei fondamenti della logica per cui ogni enunciato logicamente corretto che è a fondamento di un principio, è esso stesso da fondare. Qualora poi si volesse interrompere il regressus in infinitum si contraddirebbe senza motivo legittimo lo stesso principio di ragion sufficiente, perché il circolo logico innescato verrebbe interrotto solo arbitrariamente.

Contro le tesi di Albert, Apel sostiene che un fondamento del discorso esula dai paradossi della logica perché delle evidenze innegabili sono presupposte in qualunque discorso, come una sorta di "orizzonte metalinguistico", mutuando un termine dell'esistenzialismo che designa più propriamente una prospettiva della metafisica aristotelica e che Apel elabora in modo originale nel concetto di differenziazione trascendentale. Nel momento in cui un enunciato empirico è costruito per negare l'esistenza di principi fondamentali del linguaggio, l'enunciato stesso negherebbe di essere un principio e un enunciato (logos).

#### La differenziazione trascendentale
A fianco di enunciati scientifici falsificabili quindi non possono esistere enunciati volti a negare il fondamento del discorso, ma solo enunciati trascendentali, non confutabili empiricamente, ma sostenibili filosoficamente. 

#### Autocontraddizione pragmatica
Stabilendo un limite a ciò che è falsificabile, esso può essere negativamente espresso nella distinzione del linguaggio in atto fondativo e atto proposizionale, distinzione secondo cui l'atto fondativo non deve contraddire l'atto proposizionale: non si può, producendo un atto linguistico (performance), enunciare una proposizione che neghi all'enunciato l'atto proposizionale entro un orizzonte stabile (logos).

## «Trasformazione della filosofia» e kantismo
Per portare a termine il progetto di trasformazione della filosofia Apel tenta di abbracciare le principali correnti e scuole di pensiero della seconda metà del XX secolo che partono dalle riflessioni epistemologiche e gnoseologiche in una interpretazione che riscuote ancora grande successo.
Egli affianca ad una categoria che raccoglie i filosofi del dibattito epistemologico anglosassone, gli analitici, la categoria dei continentali, che comprende sotto una estensiva denominazione di «esistenzialismo» i filosofi della fenomenologia e dell'ermeneutica. In questa distinzione poi individua nella semiotica e nello studio del linguaggio un terreno comune d'indagine su cui costruire la nuova filosofia di ambizioni kantiane che chiama semiotica trascendentale. Identificando l'a priori kantiano con il linguaggio, la semiotica condivisa da analitici e continentali diviene un nuovo orizzonte filosofico in cui il patrimonio comune storico-sociale sostituisce e concretizza il ruolo che Kant attribuiva allo stereotipato «io penso».

### Wittgenstein e Peirce: la comunità storica e ideale degli interpreti
Apel sviluppa kantianamente la sua riflessione sulla semiotica nel confronto del suo pensiero con quello di Wittgenstein e Peirce. Al primo obietta di cadere nel regressus in infinitum quando, delineando il concetto di gioco linguistico, esclude la possibilità che esistano delle condizioni del gioco linguistico a priori in cui si inseriscono i dati linguistici: se fosse corretta la teoria di Wittgenstein, sostiene Apel, le stesse relazioni linguistiche sarebbero un puro dato empirico che non avrebbe la possibilità di costruire altre relazioni con dati empirici linguistici o atomici. Da Peirce Apel prende in considerazione il concetto di soggetto in quanto interprete dei segni. Tale soggetto non è solo la comunità storica e reale degli interpreti, ma anche un soggetto ideale, riferimento normativo e matrice delle interpretazioni dei singoli soggetti reali o della comunità storica.
La dinamica che si instaura tra la comunità "storica" e la comunità "ideale" degli interpreti è di carattere dialettico: per questo motivo, l'etica della comunicazione di K.O. Apel si presenta come un'importante alternativa alla visione della comunicazione e della società propria del decostruzionismo francese e in particolare della decostruzione di Jacques Derrida.

### La «semiotica trascendentale»
Su queste basi egli identifica una vocazione filosofica della «semiotica trascendentale», il campo d'indagine delle condizioni universali della comunicazione pragmatica. Tale campo è identificato da Apel nelle quattro pretese di validità fondamentali di Habermas: comprensibilità, verità, veridicità, giustezza normativa. Alle condizioni a priori corrispondono dei «postulati» che riguardano il soggetto ideale di ispirazione peirciana:
- pubblicità del gioco linguistico,
- accordo possibile e aperto alla totalità dei parlanti,
- pariteticità dei diritti e dei doveri dei soggetti empirici.

## Prospettiva etica
Riprendendo una tematica kantiana Apel esclude nella formazione dei principi morali l'elemento della compassione, che svolge un ruolo di spinta emozionale per il comportamento morale.
(Karl- Otto Apel, Etica della comunicazione, Editoriale Jaca Book, 1992, p. 10)

## Opere principali
- K.-O. Apel, Comunità e comunicazione [trad. parz. di Transformation der Philosophie, 1973], Rosenberg & Sellier ed., Torino 1977.
- K.-O. Apel, L'idea di lingua nella tradizione dell'umanesimo da Dante a Vico, il Mulino ed., Bologna 1975.
- K.-O. Apel, Il logos distintivo della lingua umana, Guida ed., Napoli 1989.
- K.-O. Apel, Etica della comunicazione, Jaca Book ed., Milano 1992.
- K.-O. Apel, Discorso, verità, responsabilità, Guerrini ed., Milano 1997.